# Veliko Trebeljevo
Veliko Trebeljevo – wieś w Słowenii, w gminie miejskiej Lublana. W 2018 roku liczyła 118 mieszkańców. 